# Рыбинское (Донецкая область)
Ры́бинское (укр. Рибинське; до 1958 года — хутор Губский) — село на Украине, находится в Волновахском районе Донецкой области.
Код КОАТУУ — 1421587201. Население по переписи 2001 года составляет 1 390 человек. Почтовый индекс — 85735. Телефонный код — 6244.
Расположено в 10 км от районного центра и в 6 км от железнодорожной станции Тавла.
Сельсовет — ул. 50 лет Октября, 7.

## История
Село основано в 1930 года как отделение № 6 совхоза «Сартана», которое позднее было преобразовано в совхоз «Южный» и затем — в зерносовхоз «Волновахский». Директором совхоза «Южный» был Герой Социалистического Труда Илья Дмитриевич Саввахай.